# Koningsgambiet
Het koningsgambiet is een opening bij het schaken die is ingedeeld bij de open spelen. Hij wordt gekenmerkt door de zetten 1.e4 e5 2.f4 (zie diagram). De bedoeling van het gambiet met 2.f4 is om de zwarte pion op e5 onschadelijk te maken, de f-lijn te openen, en om met d2-d4 het centrum te bezetten.

## Geschiedenis
Het gambiet werd voor het eerst beschreven door Ruy López in de 16e eeuw
en heeft lang een dominante rol gespeeld. De theorie rond dit gambiet werd uitgebreid door de Italiaanse meesters Greco, Polerio en Salvio in de 16e en 17e eeuw.
In de tijd van de Romantiek was het menig schaker de eer te na het gambiet te weigeren, ook al zou hij dat graag gewild hebben, want bij een slechte verdediging en een offer op f7 zag het er meestal slecht uit voor de zwartspeler. Latere grootmeesters zoals Morphy, Anderssen en Tsjigorin speelden dit gambiet met succes. Later hebben Boris Spasski, Bobby Fischer en David Bronstein koningsgambiet gespeeld.

## Varianten
Zwart kan het gambiet aannemen (door de witte pion f4 te slaan) of weigeren (door de witte pion niet te slaan), maar de opening wordt in de hedendaagse (groot)meestertoernooien nog maar weinig gespeeld.

### Moderne verdediging
De moderne verdediging is een antwoord op het agressieve Koningsgambiet en heeft als beginzetten: 1.e4 e5 2.f4 ef 3.Pf3 d5. Het gambiet is ingedeeld bij de open spelen.

### Fischerverdediging
Een andere verdediging is de Fischerverdediging, geanalyseerd door Bobby Fischer. De openingszetten van deze variant zijn: 1.e4 e5 2.f4 ef 3.Pf3 d6 4.Lc4 h6 en het is ingedeeld bij de open spelen.

### Beckerverdediging
De Beckerverdediging is ook tegen het Koningsgambiet gericht maar wordt minder vaak gespeeld. De beginzetten zijn 1.e4 e5 2.f4 ef 3.Pf3 h6 4.d4 g5 en ze wordt ingedeeld bij de open spelen.

### Overig
Onderstaande tabel toont een overzicht van de overige varianten binnen het koningsgambiet:
| geweigerd                | zetten                                                                  |
| ------------------------ | ----------------------------------------------------------------------- |
| Keene                    | 1.e4 e5 2.f4 Dh4                                                        |
| Mafiaverdediging         | 1.e4 e5 2.f4 c5                                                         |
| Klassiek                 | 1.e4 e5 2.f4 Lc5                                                        |
| Marshall                 | 1.e4 e5 2.f4 Lc5 3.Pf3 d6 4.c3 Lg4 5.fe de 6.Da4                        |
| Svenonius                | 1.e4 e5 2.f4 Lc5 3.Pf3 d6 4.Pc3 Pf6 5.Lc4 Pc6 6.d3 Lg4 7.h3             |
| Hanham                   | 1.e4 e5 2.f4 Lc5 3.Pf3 d6 4.Pc3 Pd7                                     |
| Albin                    | 1.e4 e5 2.f4 Lc5 3.Pf3 d6 4.Pc3 Pc6 5.Lc4 Lg4                           |
| Bernstein                | 1.e4 e5 2.f4 Pf6                                                        |
| Nordwalde                | 1.e4 e5 2.f4 Df6                                                        |
| Rabinowitch              | 1.e4 e5 2.f4 d6                                                         |
| Panteldakis-tegengambiet | 1.e4 e5 2.f4 f5                                                         |
| Falkbeer                 | 1.e4 e5 2.f4 d5                                                         |
| Tegengambiet             | 1.e4 e5 2.f4 d5 3.ed c6 4.Pc3 ef 5.Pf3                                  |
| Tartakower               | 1.e4 e5 2.f4 d5 3.Pf3                                                   |
| Rubinstein               | 1.e4 e5 2.f4 d5 3.ed e4 4.Pc3 Pf6 5.De2                                 |
| Morphygambiet            | 1.e4 e5 2.f4 d5 3.ed e4 4.d3 Pf6 5.Pc3 Lb4 6.Ld2 e3                     |
| Keresvariant             | 1.e4 e5 2.f4 d5 3.ed e4 4.d3 Pf6 5.Pd2                                  |
| aangenomen               | zetten                                                                  |
| Stammagambiet            | 1.e4 e5 2.f4 ef 3.h4                                                    |
| Steinitzgambiet          | 1.e4 e5 2.f4 ef 3.d4                                                    |
| Gagagambiet              | 1.e4 e5 2.f4 ef 3.g3                                                    |
| Lopergambiet             | 1.e4 e5 2.f4 ef 3.Lc4                                                   |
| Chigorin                 | 1.e4-e5 2.f4 ef 3.Lc4 Dh4 4.Kf1 d5 5.Ld5 g5 6.g3                        |
| Morphyvariant            | 1.e4 e5 2.f4 ef 3.Lc4 d5 4.Ld5 Pf6                                      |
| Grecovariant             | 1.e4 e5 2.f4 ef 3.Lc4 Dh4 5.Kf1 g5                                      |
| Koningspaard             | 1.e4 e5 2.f4 ef 3.Pf3                                                   |
| Cunningham               | 1.e4 e5 2.f4 ef 3.Pf3 Le7                                               |
| Driepionnen              | 1.e4 e5 2.f4 ef 3.Pc3 Le7 4.Lc4 Lh4 5.g3                                |
| Quaadegambiet            | 1.e4 e5 2.f4 ef 3.Pf3 g5 4.Pc3                                          |
| Hanstein                 | 1.e4 e5 2.f4 ef 3.Pf3 g5 4.Lc4 Lg7 5.0-0                                |
| MacDonnell               | 1.e4 e5 2.f4 ef 3.Pf3 g5 4.Lc4 g4 5.Pc3                                 |
| Lolligambiet             | 1.e4 e5 2.f4 ef 3.Pf3 g5 4.Lc4 g4 5.Lf7 Kf7 6.0-0 gf 7.Df3 Df6 8.d4 Dd4 |
| Muziogambiet             | 1.e4 e5 2.f4 ef 3.Pf3 g5 4.Lc4 g4 5.0-0                                 |
| Salviogambiet            | 1.e4 e5 2.f4 ef 3.Pf3 g5 4.Lc4 g4 5.Pe5                                 |
| Silberschmidt            | 1.e4 e5 2.f4 ef 3.Pf3 g5 4.Lc4 g4 5.Pe5 Dh4 6.Kf1 Ph6 7.d4 f3           |
| Philidor                 | 1.e4 e5 2.f4 ef 3.Pf3 g5 4.Lc4 Lg7 5.h4 h6 6.d4 d6                      |
| Kieseritsky              | 1.e4 e5 2.f4 ef 3.Pf3 g5 4.h4 g4 5.Pe5 Lg7                              |
| Neumann                  | 1.e4 e5 2.f4 ef 3.Pf3 g5 4.h4 g4 5.Pe5 Pc6                              |
| Berlin                   | 1.e4 e5 2.f4 ef 3.Pf3 g5 4.h4 g4 5.Pe5 Pf6                              |
| Jaenisch                 | 1.e4 e5 2.f4 ef 3.Pf3 g5 4.h4 g4 5.Pe5 h5 6.Lc4                         |
| Allgaiergambiet          | 1.e4 e5 2.f4 ef 3.Pf3 g5 4.h4 g4 5.Pg5                                  |
| Ricegambiet              | l.e4 e5 2.f4 ef 3.Pf3 g5 4.h4 g4 5.Pe5 Pf6 6.Lc4 d5 7.ed Ld6 8.00       |
| Driepaarden              | 1.e4 e5 2.f4 ef 3.Pf3 d5 4.ed Pf6 5.Pc3                                 |
| Botwinnik                | 1.e4 e5 2.f4 ef 3.Pf3 d5 4.ed Pf6 5.Lb5 c6 6.dc bc 7.Lc4 Pd5            |
| Weens gambiet            | 1.e4 e5 2.f4 ef 3.Pf3 f5                                                |
| Schallopp                | 1.e4 e5 2.f4 ef 3.Pf3 Pf6                                               |